# Питтовидные муравьеловки
Питтовидные муравьеловки, или граллярии (лат. Grallaria), — род воробьиных птиц из семейства гралляриевых (Grallariidae).

## Классификация
Международный союз орнитологов относит к роду 47 видов:
- Grallaria albigula Chapman, 1923 — Белогорлая граллярия
- Grallaria alleni Chapman, 1912 — Усатая граллярия, или усатая питтовидная муравьеловка
- Grallaria alticola Todd, 1919
- Grallaria alvarezi Cuervo, Cadena, Isler, ML & Chesser, 2020
- Grallaria andicolus (Cabanis, 1873) — Полосатоголовая граллярия
- Grallaria atuensis Carriker, 1933
- Grallaria ayacuchensis Hosner, Robbins, Isler, ML & Chesser, 2020
- Grallaria bangsi J. A. Allen, 1900 — Оливковоспинная граллярия
- Grallaria blakei G. R. Graves, 1987
- Grallaria cajamarcae (Chapman, 1927)
- Grallaria capitalis Chapman, 1926
- Grallaria carrikeri Schulenberg & Williams, 1982
- Grallaria centralis Hosner, Robbins, Isler, ML & Chesser, 2020
- Grallaria chthonia Wetmore & Phelps Jr, 1956 — Тачирская граллярия, тачирская питтовидная муравьеловка
- Grallaria dignissima P. L. Sclater & Salvin, 1880 — Рыжегорлая граллярия
- Grallaria eludens Lowery & O'Neill, 1969 — Скрытная граллярия
- Grallaria erythroleuca P. L. Sclater, 1874
- Grallaria erythrotis P. L. Sclater & Salvin, 1876 — Красноухая граллярия
- Grallaria excelsa von Berlepsch, 1893 — Большая граллярия
- Grallaria flavotincta P. L. Sclater, 1877
- Grallaria gigantea Lawrence, 1866 — Гигантская граллярия
- Grallaria gravesi Isler, ML, Chesser, Robbins & Hosner, 2020
- Grallaria griseonucha P. L. Sclater & Salvin, 1871 — Серозатылочная граллярия
- Grallaria guatimalensis Prévost & Des Murs, 1842 — Чешуйчатая граллярия, или желтогорлая питтовидная муравьеловка
- Grallaria haplonota P. L. Sclater, 1877 — Буроспинная граллярия
- Grallaria hypoleuca P. L. Sclater, 1855 — Красноспинная граллярия
- Grallaria kaestneri Stiles, 1992
- Grallaria milleri Chapman, 1912 — Коричневопоясная граллярия, или бурогрудая питтовидная муравьеловка
- Grallaria nuchalis P. L. Sclater, 1860 — Красноголовая граллярия
- Grallaria obscura Berlepsch & Stolzmann, 1896
- Grallaria occabambae (Chapman, 1923)
- Grallaria oneilli Chesser & Isler, ML, 2020
- Grallaria przewalskii Taczanowski, 1882
- Grallaria quitensis R. Lesson, 1844 — Горная граллярия
- Grallaria ridgelyi Krabbe et al., 1999
- Grallaria ruficapilla Lafresnaye, 1842 — Рыжешапочная граллярия
- Grallaria rufocinerea P. L. Sclater & Salvin, 1879 — Двуцветная граллярия
- Grallaria rufula Lafresnaye, 1843 — Рыжая граллярия
- Grallaria saltuensis Wetmore, 1946
- Grallaria saturata Domaniewski & Stolzmann, 1918
- Grallaria sinaensis Robbins, Isler, ML, Chesser & Tobias, 2020
- Grallaria spatiator Bangs, 1898
- Grallaria squamigera Prévost & Des Murs, 1842 — Чешуебрюхая граллярия
- Grallaria urraoensis Carantón-Ayala & Certuche-Cubillos, 2010
- Grallaria varia (Boddaert, 1783) — Королевская граллярия
- Grallaria watkinsi Chapman, 1919

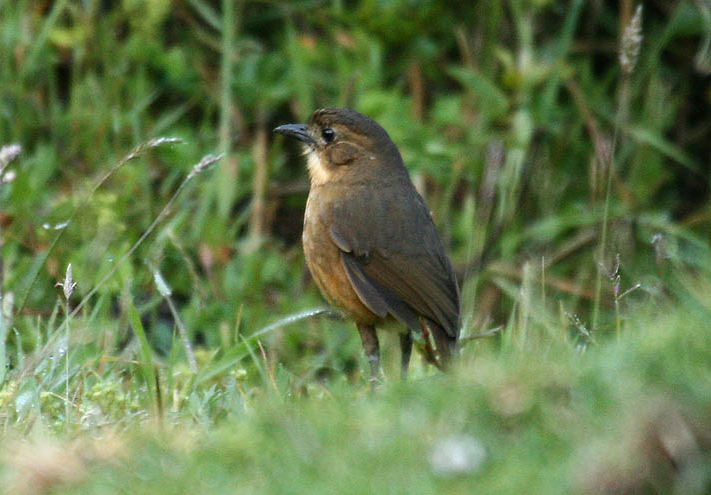
Горная граллярия
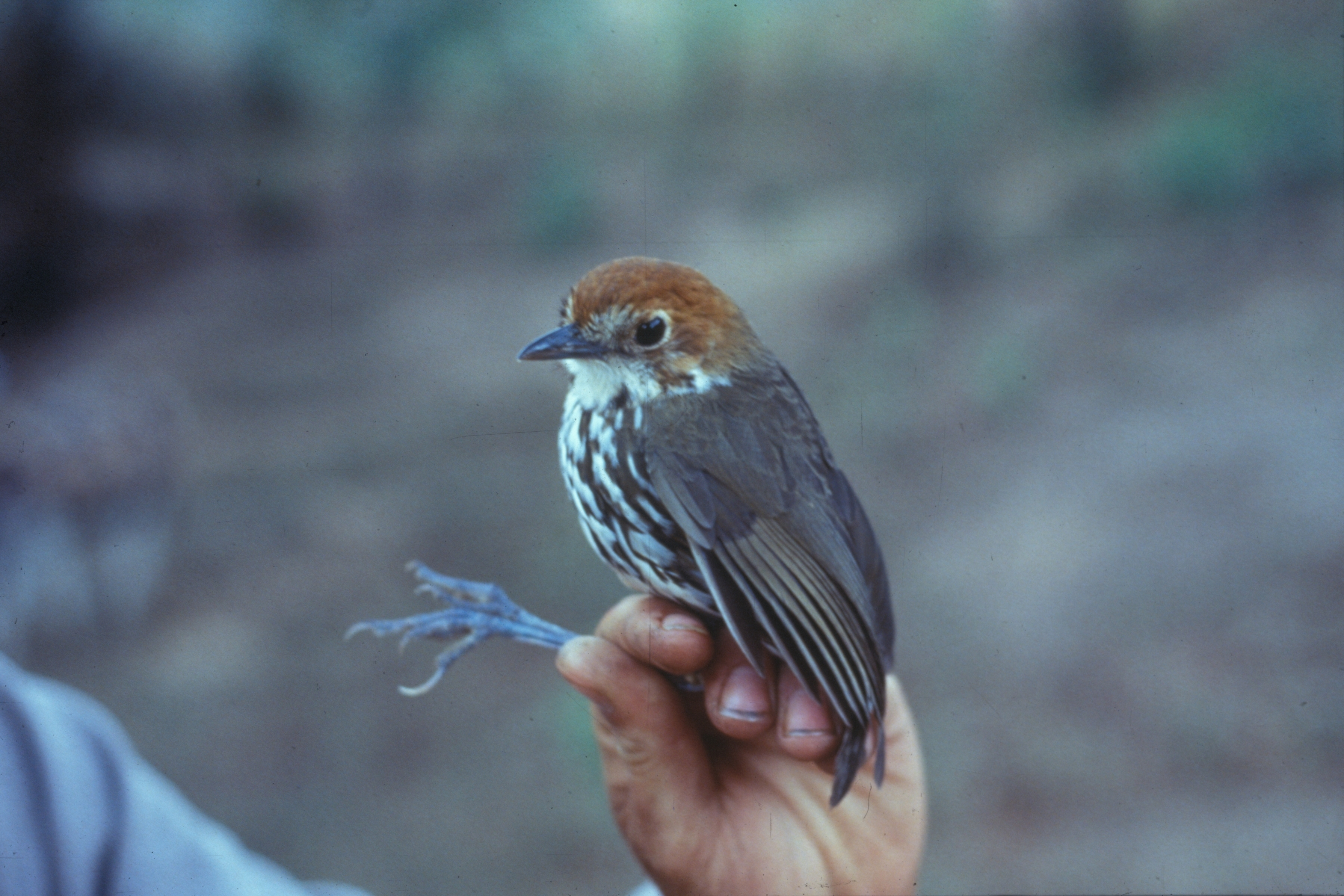
Рыжешапочная граллярия